# Bankja
Bankja (Bulgaars: Банкя) is een kleine stad aan de rand van  Sofia in het westen van Bulgarije. Het maakt administratief deel uit van de oblast Sofia-Hoofdstad. De voormalige dorpen Verdikal, Gradoman en Michaijlovo maken deel uit van de stad, terwijl Ivanjane en Klisoera onderdeel van de gemeente zijn. Op 31 december 2019 telde de stad Bankja 11.294 inwoners.

## Geschiedenis
De eerste bewoners in de regio waren Thraciërs, rond 500 v.Chr. Tijdens opgravingen nabij Ivanyane zijn resten van Romeinse gebouwen, muren en rioleringen ontdekt; ook zijn er bronzen armbanden uit de 4e en 5e eeuw aangetroffen. De plaats Bankja zelf wordt voor het eerst genoemd in de 15e eeuw, als Banka. De naam is afkomstig van het woord bankya, dat 'hete bron' betekent.
Bankja werd in 1969 officieel uitgeroepen tot stad, daarvoor was het nog een dorp.

## Bevolking
De bevolking van Bankja is de afgelopen jaren continu gestegen. Tussen 1934 en 2019 is de bevolking meer dan verviervoudigd. 
| Inwoners | 2.428 | 3.448 | 6.153 | 6.374 | 8.285 | 7.624 | 7.557 | 8.458 | 11.089 | 11.294 |

## Economie
Bankja staat bekend om de minerale bronnen en baden die al honderden jaren worden gebruikt voor medicinale doeleinden. De stad is daarom grotendeels afhankelijk van toerisme en balneotherapie. Aan de rand staat een bottelarij van Coca Cola HBC, waarin ook mineraalwater wordt gebotteld. 

## Geboren
- Bojko Borisov (1959),  politicus en minister-president van Bulgarije